# Monts de Vaucluse
Les monts de Vaucluse sont un massif montagneux français des Préalpes du Sud, dans les départements de Vaucluse et des Alpes-de-Haute-Provence, en Provence.

## Géographie

### Situation et topographie

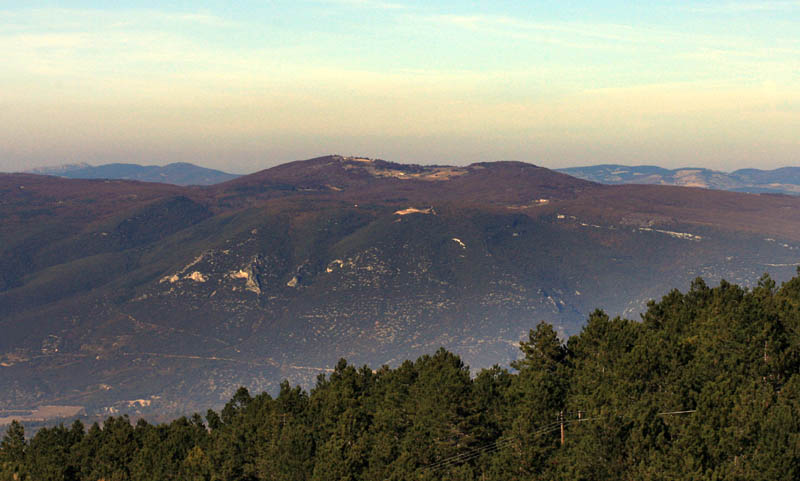
Le signal de Saint-Pierre vu du sud.

Orienté est-ouest, ce massif est limité au nord par le Toulourenc et le Jabron, au sud par la vallée du Calavon et au-delà le Luberon, à l'ouest et au nord-ouest par la plaine du Comtat Venaissin et à l'est il s'étend pratiquement jusqu'à la Durance.
La partie septentrionale est formée par les chaînons du mont Ventoux — point culminant du massif avec 1 910 mètres d'altitude — et de la montagne de Lure (1 825 m), séparés par le plateau d'Albion (1 393 m).
La partie orientale est un plateau d'altitude moyenne qui oscille entre 800 et 1 000 mètres et culmine au signal de Saint-Pierre à 1 256 mètres d'altitude.

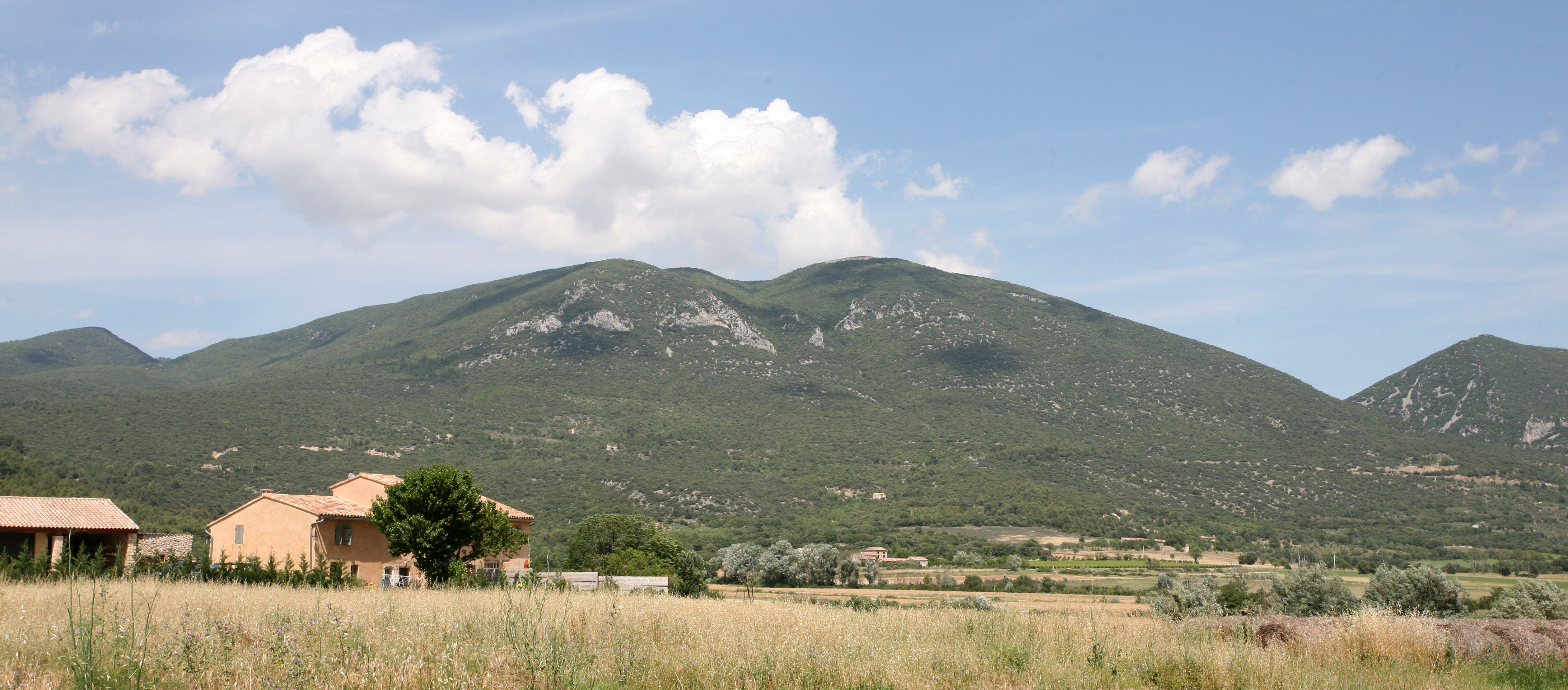
Flancs méridionaux des monts de Vaucluse à proximité du signal de Saint-Pierre.

La partie occidentale est formée de chaînons, depuis la région de Sault jusque vers la plaine. L'altitude varie entre 300 m et 1 000 m.[réf. nécessaire] Les Dentelles de Montmirail (722 m), à l'ouest du mont Ventoux, tirent leur nom de la forme obtenue par l'érosion de la roche.
Le parc naturel régional du Luberon s'étend jusqu'à la partie méridionale du massif.

#### Sommets principaux
- Mont Ventoux, 1 910 m, point culminant du massif
- Signal de Lure, 1 825 m
- Sommet de l'Homme, 1 637 m
- Contras, 1 633 m
- Le Tréboux, 1 535 m
- Montagne d'Albion, 1 413 m
- Signal de Saint-Pierre, 1 256 m
- Colline de Berre, 1 187 m
- Le Buisseron, 1 120 m
- La Grand-Montagne, 1 051 m
- Le Cluyer, 1 041 m
- Le Pointu, 872 m

### Géologie et hydrographie

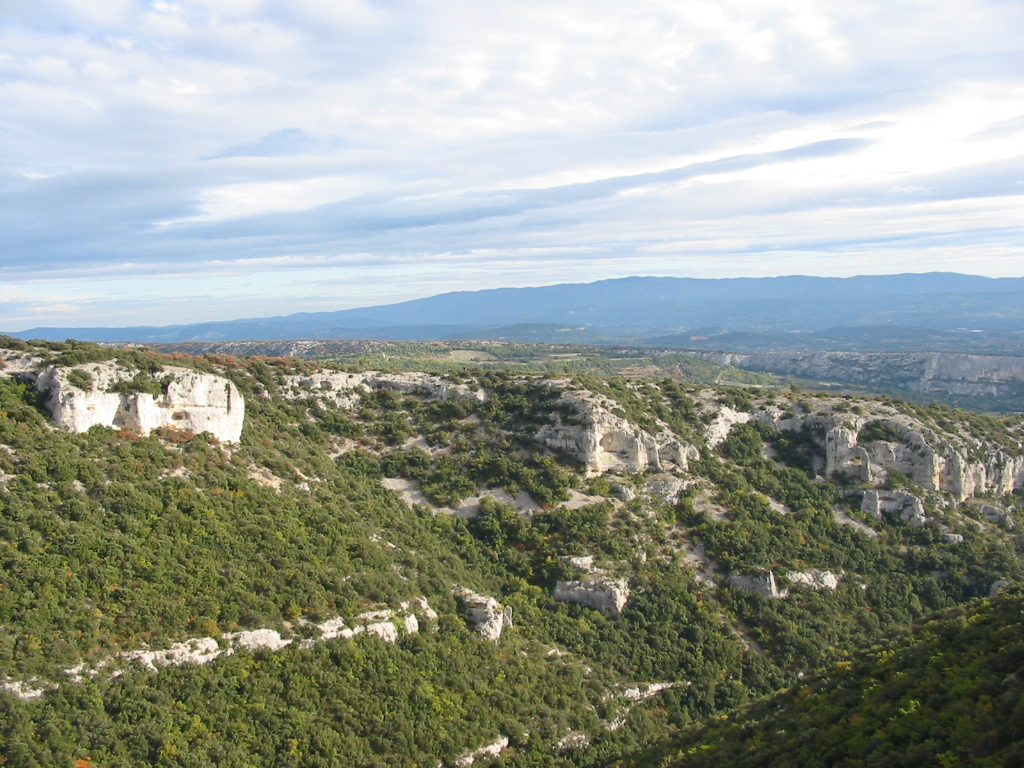
La Combe de Lioux, parallèle à celle de Vaumale.

Le massif est formé de calcaires du Mésozoïque, souvent perméables. L'eau s'enfonce dans la roche, créant des réseaux souterrains (système karstique), ressortant aux points bas comme la fontaine de Vaucluse.
Il y a de nombreux avens : celui du Souffleur, à Saint-Christol (921 mètres), celui du Caladaïre, près de Montsalier (667 mètres), l'aven Autran (670 mètres) à Saint-Christol, ainsi que l'aven de Jean Nouveau (578 mètres) à Sault, sont parmi les plus profonds ; figurent également d'autres cavités comme l'aven du Calavon, la source des Brieux ou l'aven des Mûres.

### Communes des monts de Vaucluse
Les communes posées sur les monts de Vaucluse sont nombreuses.
En Vaucluse, le chiffre 72 660 ha est avancé avec un taux de boisement de 40 % si on considère que le massif ne touche que les communes suivantes : Apt, Beaumettes, Cabrières-d'Avignon, Caseneuve, Fontaine-de-Vaucluse, Gargas, Gignac, Gordes, Goult, Joucas, La Roque-sur-Pernes, Lagnes, Le Beaucet, Lioux, L'Isle-sur-la-Sorgue, Méthamis, Murs, Oppedette, Pernes-les-Fontaines, Roussillon, Rustrel, Saint-Didier, Sainte-Croix-à-Lauze, Saint-Pantaléon, Saint-Saturnin-lès-Apt, Saumane-de-Vaucluse, Velleron, Venasque, Viens et Villars... mais il faut aussi ajouter diverses communes ou parties de communes comme Aurel, Le Beaucet, Monieux, Saint-Christol, Sault, etc.

### Répartition de la population
Les monts de Vaucluse sont un plateau avec une faible densité en dehors des villages et des hameaux. Plusieurs villages perchés se trouvent sur les coteaux méridionaux. Les communes de Méthamis, Venasque, Gordes, Murs, Joucas ou Saint-Saturnin-lès-Apt en sont l'exemple.

## Histoire
Premières traces d'occupation dès le Néolithique.
Le territoire est occupé par plusieurs tribus celto-ligures. Nombreux oppidums sur les contreforts du massif.
Utilisation de la fontaine de Vaucluse par les Romains.
Jusqu'au milieu du IIIe siècle, la grande industrie régionale est celle du fer avec des sols riches sur Roussillon, Gargas, Rustrel, etc. On trouve des fourneaux artisanaux de Fontaine-de-Vaucluse à Simiane-la-Rotonde.
XIe siècle, création des « castrum » (fortifications perchées autour desquelles se sont développés des villages)
La venue des papes à Avignon introduit la culture de la soie dans la région. Peu à peu se développera la culture du murier dont les feuilles servent de nourriture aux vers.
Les guerres de Religion touchent certains des villages des contreforts sud du massif. Cabrières-d'Avignon se retrouvera ainsi rasé lors du massacre des Vaudois du Luberon.
Entre 1720 et 1722 les troupes pontificales ont tenté d'empêcher la peste provenant de Marseille d'envahir les États du pape en édifiant le mur de la peste au sud des monts de Vaucluse : Lagnes, Cabrières-d'Avignon, Murs.
Le 12 août 1793 est créé le département de Vaucluse, constitué des districts d'Avignon et de Carpentras, mais aussi de ceux d'Orange et d'Apt, qui appartenaient aux Bouches-du-Rhône, ainsi que du canton de Sault, qui appartenait aux Basses-Alpes.
Résistance précoce aidée par le relief lors de l'occupation allemande. Nombreux foyers. Le 11 novembre 1948, plusieurs communes des monts de Vaucluse, comme Gordes (citation à l'ordre de la division - étoile d'argent) ou encore Sault (citation à l'ordre du corps d'armée - étoile de vermeil) reçoivent la Croix de guerre.
Avril 1965, en raison de sa faible densité humaine et de son sol, le plateau d'Albion est choisi pour l'implantation de silos nucléaires. Seuls 18 silos et 2 postes de conduite de tir (PCT) seront construits (restriction de budget) sur les 27 silos et 3 postes de conduite de tir initialement prévus (début 1966). base aérienne (BA200). Fin des travaux en 1971.
Septembre 1996, le Président Jacques Chirac annonce la fermeture et le démantèlement des installations d'Albion, en raison de l'évolution de la géostratégie européenne (chute du bloc de l'est) et du vieillissement des missiles trop coûteux en entretien et ne valant pas la peine d'être modernisés.

## Activités
Très connue pour sa culture de la lavande, l'économie du Plateau est essentiellement tournée vers l'agriculture (lavande, épeautre et autres céréales, élevage caprin...) et le tourisme (camping vert, randonnée, VTT, spéléologie, route de la Lavande...).

### Agriculture

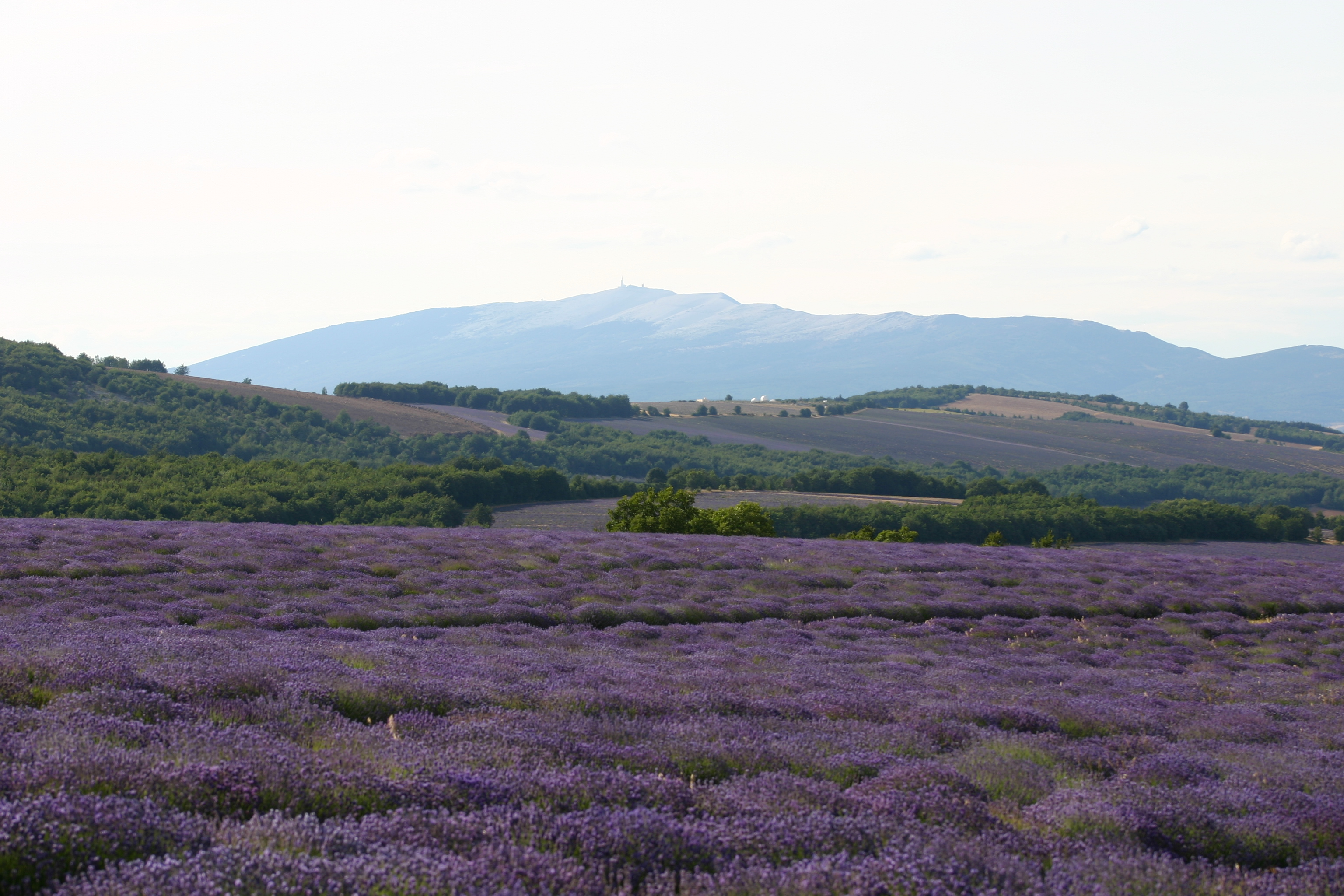
Vue sur le mont Ventoux depuis les champs de lavandes des monts de Vaucluse.

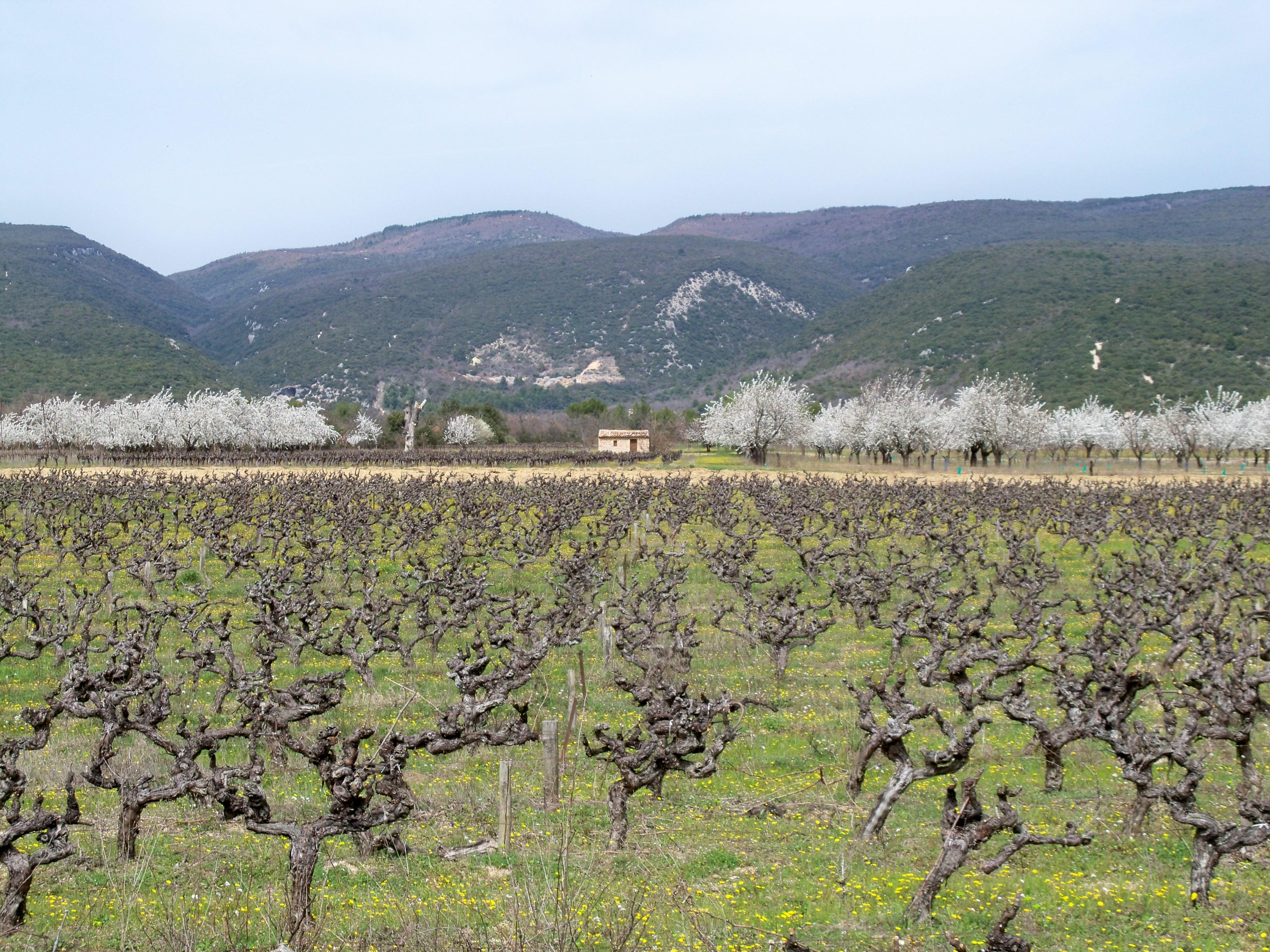
Ceriseraies et vignes des monts de Vaucluse.

L'altitude et le manque d'eau en font une zone peu favorable à de nombreuses cultures. Le taux de boisement est de 67 %, de grandes landes et des formations pastorales occupent 13 % de la surface. Dans les zones cultivées, on trouve lavande, épeautre, blé, cerises.
C'est une région d'élevage ovin, caprin et porcin. Le porc du Ventoux est un label de qualité, créé en 1998, regroupant les éleveurs porcins en plein air autour du mont Ventoux. Les porcins de cette filière sont élevés en plein air, à une altitude de 800 à 1 000 m. La zone de production est située à l'est de Sault (zone de 50 km), dans les monts de Vaucluse, au sud du mont Ventoux. Les animaux disposent d'un espace plein champ, d'environ 100 à 110 m2 par individu. Ils sont nourris par une alimentation variée, à plus de 70 % composée de céréales, complétée par des légumineuses. L'utilisation de produits facteurs de croissances, ou de produits d'origine animale sont interdits par la charte de production de la filière.
En 2021, la cerise des coteaux de Vaucluse devient la première cerise française à obtenir l'IGP.

### Sports et activités connexes
- Pratique de la spéléologie[7]
- Vélo
- Équitation
- Chasse
- Cueillette (champignons)
- Sports d'hiver à la station du mont Serein (versant nord du Ventoux), sur la commune de Beaumont-du-Ventoux et de Lure (versant sud de Lure), sur la commune de Saint-Étienne-les-Orgues

### Protection environnementale

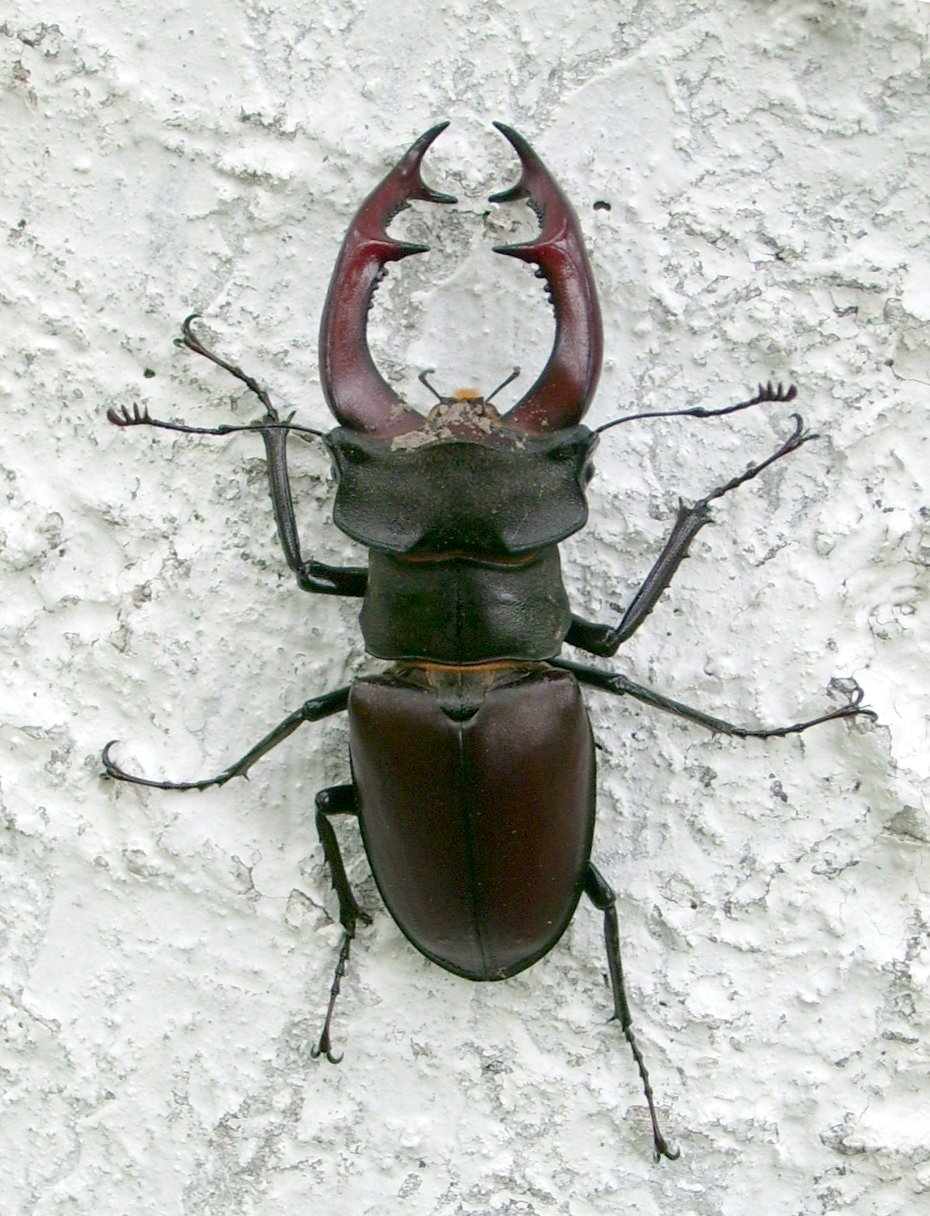
Lucanus cervus (ici un mâle) est présent sur plusieurs sites.

Sept sites sont classés Natura 2000 :
Rochers et combes des monts de Vaucluse
Ce premier site touche le nord-ouest de la commune de Gordes en une première zone, son nord-est et le sud de Murs en une deuxième puis l'est de Lioux et l'ouest de Saint-Saturnin-les-Apt sa voisine en une troisième zone.
Il couvre une surface totale de 1 738 ha et se situe entre 276 et 874 mètres d'altitude. La surface de ce site intersecte la zone de protection spéciale massif du Petit Luberon.
Le site est composé de landes, broussailles, recrus, maquis et garrigues, Phrygana pour 30 %, de forêts sempervirentes non résineuses pour 30 % également, de pelouses sèches et steppes pour 20 % et de rochers intérieurs, éboulis rocheux, dunes intérieures, neige ou glace permanente pour 20 % également.
La composition de son habitat naturel se répartit principalement entre des forêts à Quercus ilex et Quercus rotundifolia (pour 30 %), des pinèdes méditerranéennes de pins mésogéens endémiques (15 %) et des parcours substeppiques de graminées et annuelles du Thero-Brachypodietea (8 %), le reste étant systématiquement inférieur à 3 %.
Parmi les nombreuses espèces animales présentent dans la zone figurent chez les invertébrés le damier de la Succise (Euphydryas aurinia), l'écaille chinée (Callimorpha quadripunctaria), le grand capricorne (Cerambyx cerdo) ou encore le lucane cerf-volant (Lucanus cervus), et ches les mammifères le vespertilion à oreilles échancrées (Myotis emarginatus), le grand Rhinolophe (Rhinolophus ferrumequinum) et le petit Rhinolophe (Rhinolophus hipposideros).
Gorges de la Nesque
Situé sur les communes de Méthamis, Blauvac et Monieux, il couvre une surface totale de 1233 ha et se situe entre 281 et 859 mètres d'altitude.
Le site est composé principalement de forêts caducifoliées pour 50 %, landes, broussailles, recrus, maquis et garrigues, Phrygana pour 20 % et rochers intérieurs, éboulis rocheux, dunes intérieures, neige ou glace permanente pour 20 %.
Don habitat naturel est composé de « forêts à Quercus ilex et Quercus rotundifolia » (pour 37 %), « éboulis ouest-méditerranéens et thermophiles » (8 %) et « forêts de pentes, éboulis ou ravins du Tilio-Acerion » (5 %), le reste étant systématiquement inférieur à 5 %.
Parmi les nombreuses espèces animales présentes dans la zone figurent chez les invertébrés l'agrion de Mercure (Coenagrion mercuriale), le damier de la Succise (Euphydryas aurinia), l'écaille chinée (Callimorpha quadripunctaria), le grand capricorne (Cerambyx cerdo), la laineuse du prunellier (Eriogaster catax), le lucane cerf-volant (Lucanus cervus) et la rosalie des Alpes (Rosalia alpina), et chez les mammifères le petit Rhinolophe (Rhinolophus hipposideros).
Vachères
Ocres de Roussillon et de Gignac - Marnes de Perreal
Montagne de Lure
Mont Ventoux
L’Ouvèze et le Toulourenc
Les monts de Vaucluse font partie de la réserve de biosphère du Luberon-Lure, reconnue par l'Unesco en 1997.

### Patrimoine touristique

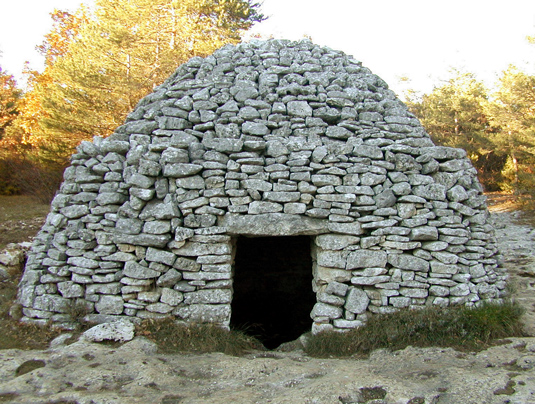
Aiguier abrité sous une borie à Saint-Jean-de-Sault.

Le territoire est riche de constructions dont le matériau principal est la pierre : bories, aiguiers, murs, etc.
Il existe au nord-est de Saint-Saturnin-lès-Apt, un « pays des aiguiers », ainsi baptisé car de nombreuses fermes y avaient autrefois pour seul point d’eau une citerne creusée dans la roche calcaire et alimentée en eau de pluie par un système de récupération des eaux de ruissellement (en langage technique impluvium). Mais la zone d'extension des aiguiers ne se limite pas à cette commune des monts de Vaucluse.
On rencontre aussi de nombreux châteaux, quelquefois même plusieurs sur la même commune, ainsi que divers bâtiments à caractère religieux dont abbayes, églises...
Entre les communes de Gordes et Joucas sont regroupés les abris de Baume Brune, un ensemble de 43 abris préhistoriques.
Le mur de la peste traverse le massif.

## Représentations des monts de Vaucluse

### Littérature
- Sa Majesté l'argent III, La Comtesse de Gordes de Xavier de Montépin, (1878)
- La vénus de Gordes d'Ernest Daudet
- Une année en Provence de Peter Mayle (1989), bien que centré sur le Luberon, l'action croise à plusieurs reprises les communes du sud des monts de Vaucluse.

### Cinéma
Même si les monts de Vaucluse ont moins directement inspiré les réalisateurs, plusieurs communes des monts de Vaucluse ont servi de décor à des films, entre autres :
- 1983 : L'Été meurtrier avec Isabelle Adjani et Alain Souchon tourné en partie à Lioux, Gordes et à Sault ;
- 1995 : Gazon maudit de Josiane Balasko ;
- 2003 : 18 ans après de Coline Serreau, scènes tournées au village des bories ;
- 2006 : Une grande année de Ridley Scott, tourné en partie à Gordes ;
- 2006 : Les Vacances de Mr. Bean de Steve Bendelack, tourné en partie à Gordes, ainsi que sur les plateaux des monts de Vaucluse.